# Jeff Conaway

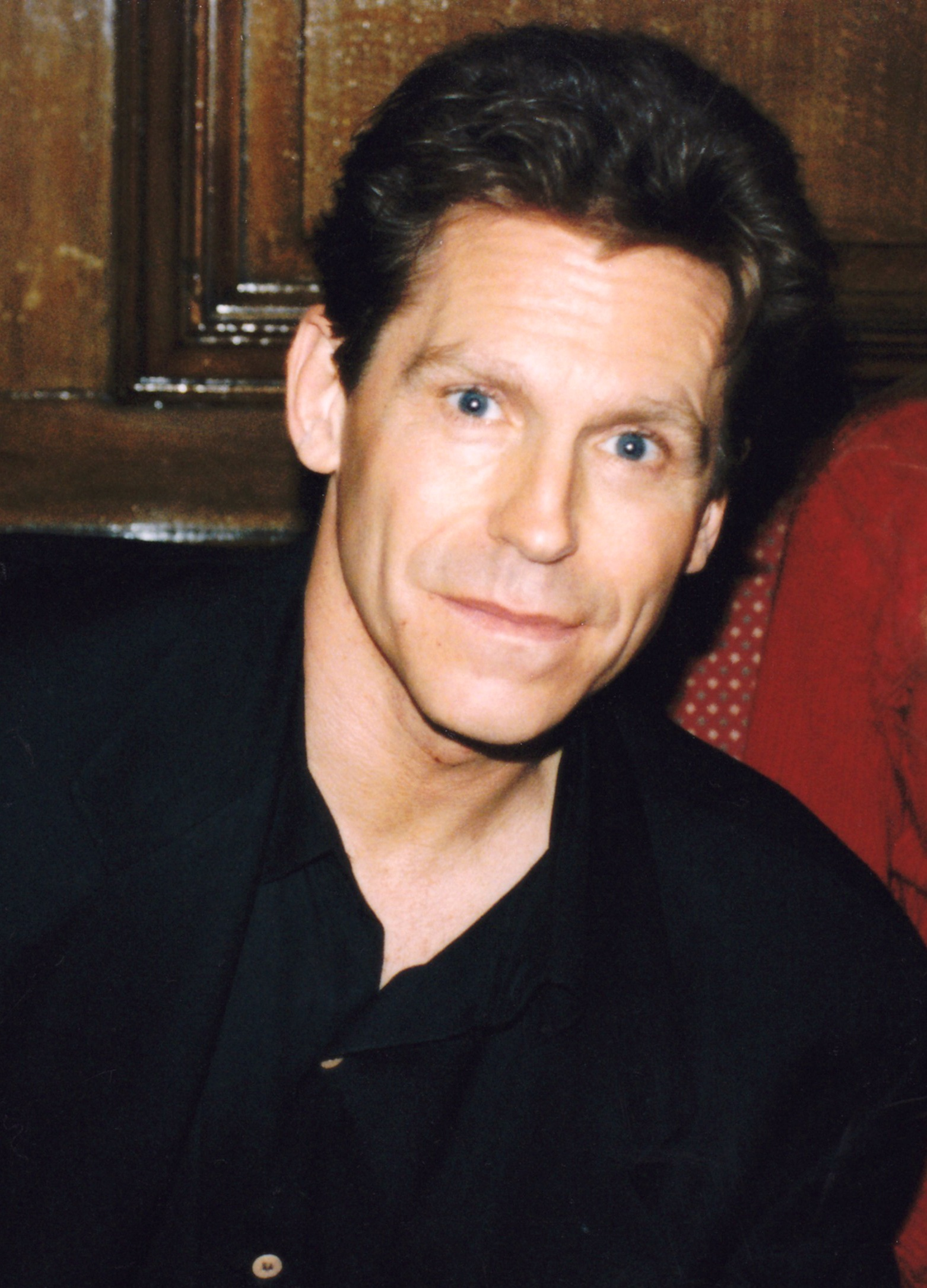
Jeff Conaway (1998)

Jeff Conaway (* 5. Oktober 1950 in New York City, New York; † 27. Mai 2011 in Encino, Los Angeles, Kalifornien) war ein US-amerikanischer Schauspieler.

## Leben
Bereits 1960 stand Conaway als Kinderdarsteller in dem Theaterstück All the Way Home erstmals am Broadway auf der Bühne. 1971 gab Conaway sein Debüt im Film Jennifer on My Mind. In den folgenden Jahren übernahm er viele kleinere Rollen in Filmen und Fernsehserien, wie beispielsweise in Kojak – Einsatz in Manhattan, Mord ist ihr Hobby oder Matlock. 
In den 1970er-Jahren spielte er am Broadway in dem erfolgreichen Musical Grease, zunächst als Zweitbesetzung für verschiedene Rollen, dann im späteren Verlauf der mehrjährigen Produktion in der Hauptrolle des Danny. 1978 agierte er in der Grease-Verfilmung in der Rolle von Kenickie, dem Anführer der T-Birds. Er drehte weitere Filme wie The Ghost Writer (1984), The Patriot (1986) oder Alien Intruder (1993), allerdings war er dabei meist auf Nebenrollen oder auf B-Movies beschränkt.
Von 1978 bis 1981 hatte er eine Hauptrolle in Comedyserie Taxi als weitgehend erfolgloser Schauspieler Bobby Wheeler. Seine zweite große Fernseh-Hauptrolle war die des Sicherheitsbeamten Zack Allan in der Science-Fiction-Fernsehserie Babylon 5 (1994–1998).
Für den Film Bikini Summer II (1992) schrieb er das Drehbuch und führte dort auch das einzige Mal Regie.
Für seine Rolle in der Serie Taxi war Conaway 1979 sowie 1980 für den Golden Globe in der Kategorie Bester Fernsehdarsteller in einer Nebenrolle  nominiert, konnte den Preis aber nicht gewinnen. 2007 wurde er zusammen mit den anderen Darstellern der Serie bei den TVLand Awards mit dem Medallion Award ausgezeichnet.
Jeff Conaway starb am 27. Mai 2011 an mehreren Ursachen, darunter Enzephalopathie und Lungenentzündung. Er war lange Zeit medikamenten- und alkoholabhängig, was 2008 in der Fernsehserie Celebrity Rehab with Dr. Drew thematisiert wurde.

## Filmografie (Auswahl)
- 1963: The Doctors (Fernsehserie, 1 Folge)
- 1971: Jennifer On My Mind
- 1975: Happy Days (Fernsehserie, 1 Folge)
- 1975: Abenteuer der Landstraße (Movin’ On, Fernsehserie, 2 Folgen)
- 1976: Der Adler ist gelandet (The Eagle Has Landed)
- 1976/1977: Barnaby Jones (Fernsehserie, 2 Folgen)
- 1977: Ich hab’ dir nie einen Rosengarten versprochen (I Never Promised You a Rose Garden)
- 1977: Elliot, das Schmunzelmonster (Pete’s Dragon)
- 1978: Kojak – Einsatz in Manhattan (Kojak, Fernsehserie, 1 Folge)
- 1978: Grease
- 1978–1982: Taxi (Fernsehserie, 69 Folgen)
- 1980: Geheimcode Chaos (For the Love of It, Fernsehfilm)
- 1983: Wizards and Warriors (Fernsehserie, 8 Folgen)
- 1983: Ein Traummann auf der Titelseite (Making of a Male Model, Fernsehfilm)
- 1983: Covergirl
- 1984/1987: Mike Hammer (Fernsehserie, 2 Folgen)
- 1984–1994: Mord ist ihr Hobby (Murder, She Wrote, Fernsehserie, 4 Folgen)
- 1985: Love Boat (The Love Boat, Fernsehserie, 1 Folge)
- 1985: Berrengers (Fernsehserie, 12 Folgen)
- 1986: Der Patriot (The Patriot)
- 1986/1993: Matlock (Fernsehserie, 2 Folgen)
- 1987: Hotel (Fernsehserie, 1 Folge)
- 1988: Das Dreckige Dutzend 4 (The Dirty Dozen: The Fatal Mission, Fernsehfilm)
- 1988: Elvira – Herrscherin der Dunkelheit (Elvira, Mistress of the Dark)
- 1989: Ghost Writer
- 1989–1990: Reich und Schön (The Bold and the Beautiful, Fernsehserie, 79 Folgen)
- 1991: Total Exposure – heißer Stoff aus Mexiko (Total Exposure)
- 1991: Keine Zeit zu sterben (A Time to Die)
- 1993: In der Haut des Killers (Europejska noc)
- 1994–1998: Babylon 5 (Fernsehserie, 74 Folgen)
- 1996: Das Seattle Duo (Mr. & Mrs. Smith, Fernsehserie, 1 Folge)
- 1998: Shadow of Doubt – Schatten eines Zweifels (Shadow of Doubt)
- 1998: Babylon 5: Das Tor zur 3. Dimension (Babylon 5: Thirdspace, Fernsehfilm)
- 1998: Babylon 5: Der Fluss der Seelen (Babylon 5: The River of Souls, Fernsehfilm)
- 1999: Babylon 5: Waffenbrüder (Babylon 5: A Call to Arms, Fernsehfilm)
- 1999: Der zuckersüße Tod (Jawbreaker)
- 1999: Der Mondmann (Man on the Moon)
- 2001: Dark Summer (Do You Wanna Know a Secret?)
- 2002: Curse of the Fourty-Niner – Die Rache des Jeremiah Stone (Curse of the Forty-Niner)
- 2003: Dickie Roberts: Kinderstar (Dickie Roberts: Former Child Star)
- 2004: She Spies – Drei Ladies Undercover (She Spies, Fernsehserie, eine Folge)
- 2005: The Pool 2 (Swimming Pool 2)
- 2008: Celebrity Rehab (Fernsehshow, als Teilnehmer)
- 2008: Wrestling
- 2011: Dark Games